# سیمونه پتیلی
سیمونه پتیلی (ایتالیایی: Simone Petilli؛ زادهٔ ۴ مهٔ ۱۹۹۳) دوچرخه‌سوار اهل ایتالیا است.
از باشگاه‌هایی که در آن رکاب زده‌است می‌توان به تیم یوای‌ئی امارات اشاره کرد.